# Palmicellaria bicornis
Palmicellaria bicornis är en mossdjursart som först beskrevs av Busk 1859.  Palmicellaria bicornis ingår i släktet Palmicellaria och familjen Celleporidae. Inga underarter finns listade i Catalogue of Life.